# فريدريك بيلي
فريدريك بيلي (بالإنجليزية: Frederick Manson Bailey)‏ (و. 1827 – 1915 م) هو عالم نبات أسترالي، ولد في لندن، توفي في بريزبان، عن عمر يناهز 88 عاماً.

## جوائز
حصل على جوائز منها:
- Clarke Medal [الإنجليزية]‏ (1902)
- شريك وسام القديس ميخائيل والقديس جورج.